# (410777) 2009 FD
(410777) 2009 FD(também escrito como 2009 FD) é um asteroide Apollo (uma classe de asteroides próximos da Terra) com uma órbita que o coloca em risco de uma possível futura colisão com o da Terra. Ele tem a maior ameaça impacto na Escala Técnica de Ameaça de Impacto de Palermo, atualmente ele tem um diâmetro estimado de 470 metros. O asteroide foi descoberto no dia 16 de março de 2009. (410777) 2009 FD fez uma passagem perto da Terra em 27 de março de 2009 a uma distância de 0,004172 UA (624 100 km). e outra em 24 de outubro de 2010 em uma distância de 0,0702 UA.

## Descoberta
(410777) 2009 FD foi descoberto no dia 16 de março de 2009 através do Observatório Astronômico de La Sagra.

## Órbita
A órbita de (410777) 2009 FD tem uma excentricidade de 0,49296 e possui um semieixo maior de 1,1628 UA. O seu periélio leva o mesmo a uma distância de 0,58960 UA em relação ao Sol e seu afélio a 1,7361 UA.